# Rückmaschine (Tagebau)
Eine Rückmaschine oder ein Gleisrücker ist ein Gerät zum Verschieben von Gleisen oder Förderbändern im Tagebau.
Es gibt zum einen schienengebundene Rückmaschinen, die während der Fahrt die Gleise, auf denen sie fahren, seitlich verschieben. Zum anderen gibt es Kettenfahrzeuge, die mit einer seitlichen Vorrichtung die Schienen verschieben. Hierfür wurden zum Teil auch Panzer umgebaut (z. B. T-55T).

## Dieselrückmaschine
Durch einen Dieselmotor wird mittels eines Generators Strom für die Fahrmotoren und Nebenaggregate erzeugt. Das Spezielle an dieser Art von Schienenfahrzeugen ist der fahrzeugmittig angebrachte Rollenstuhl. Durch eine sogenannte Hubsäule, die innen spiralförmig wie eine Spindel eine weitere Säule nach oben bewegt, kann der gesamte Rollenstuhl nach oben oder unten gefahren werden.
Für das Verschwenken des Rollenstuhles ist an der Hubsäule eine weitere Spindel angebracht, die durch ein Getriebe spiralförmig die Hubsäule entweder zu sich heran- oder wegzieht. Am eigentlich Rollenstuhl befinden sich Hub- und Druckrollen. An jedem Rollenstuhl befinden sich 16 Druckrollen zur Führung der Schiene. Für das eigentliche Heben und Schwenken der Gleise sind insgesamt acht Hubrollen montiert. Diese haben unten eine Bandage, in denen die Schiene läuft und durch die Druckrollen an die Bandage gedrückt werden.
Eine weitere Besonderheit der Dieselgleisrücker sind die Raupenfahrwerke an den Enden der Rückmaschine. Wie beim Rollenstuhl können die Raupenfahrwerke mittels Hubsäule angehoben oder gesenkt werden. Somit können Rückmaschinen jederzeit auf sogenannten Aussetzstellen zwischen den Gleisen oder, um den Brückenverband vorbei zu lassen, sogar ganz auf Aussetzmatten fahren.

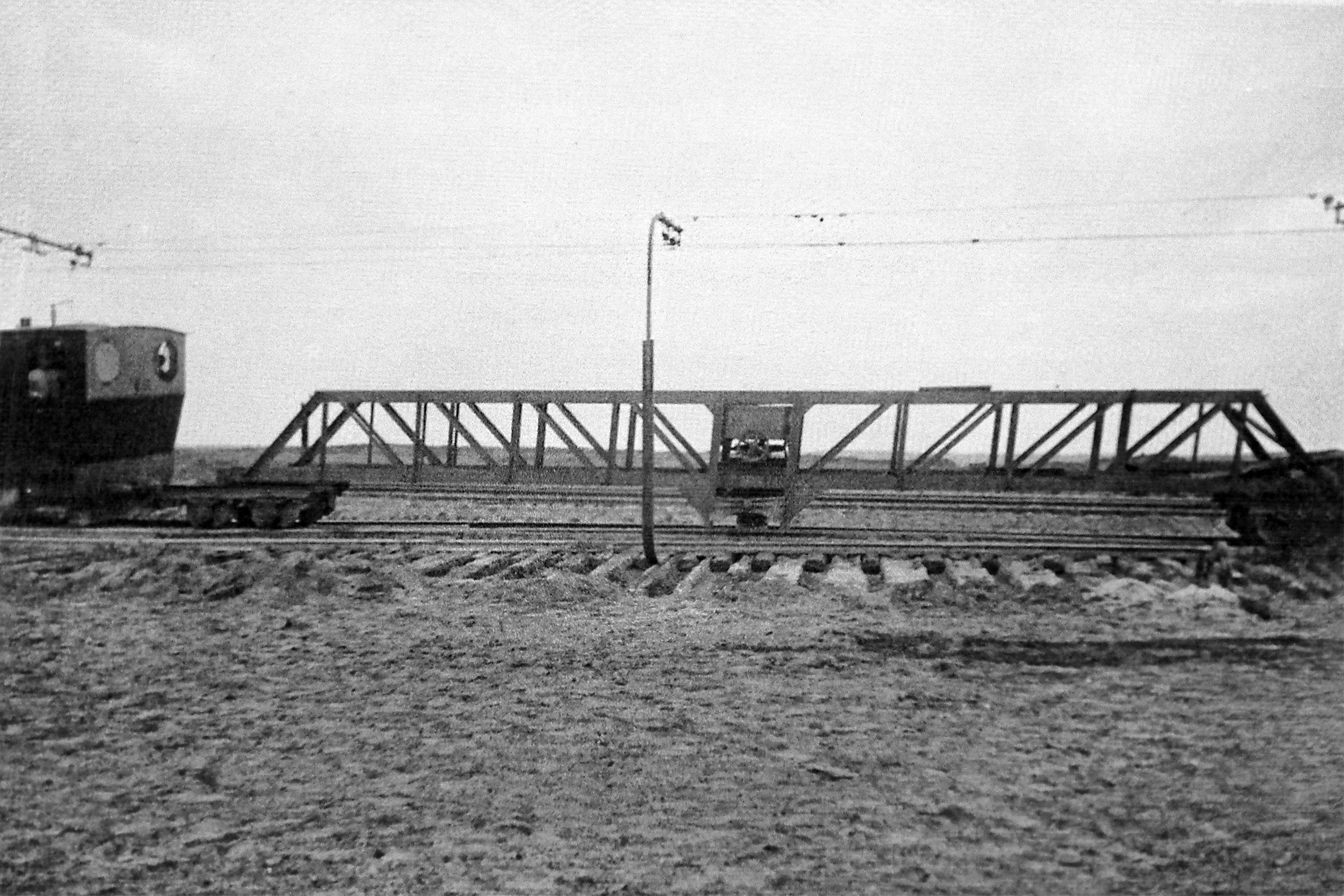
Gleisrücken (ca. 1930–1940)
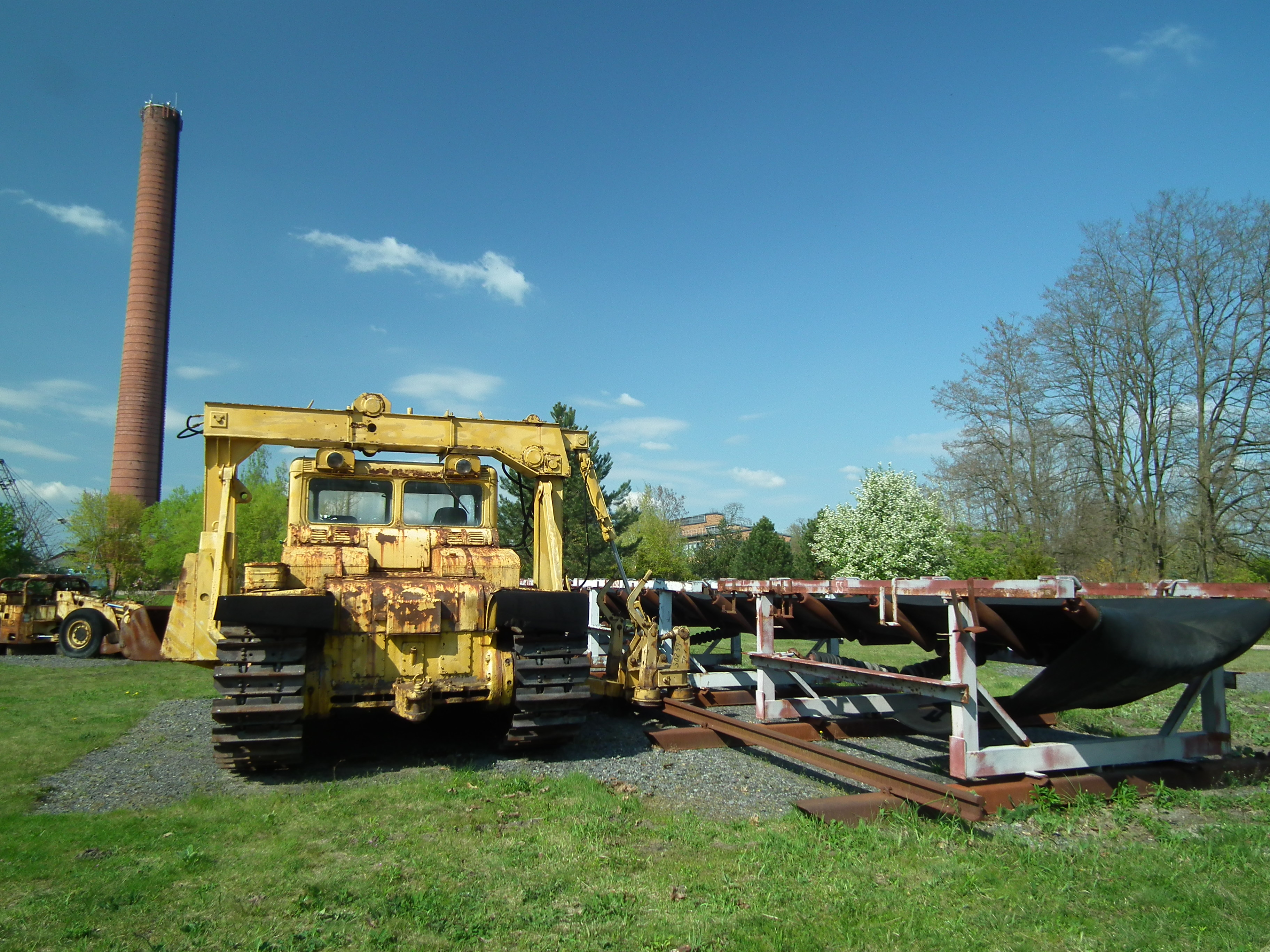
Schwerer sowjetischer Kettentraktor DET-250 als Rückmaschine einer Bandanlage
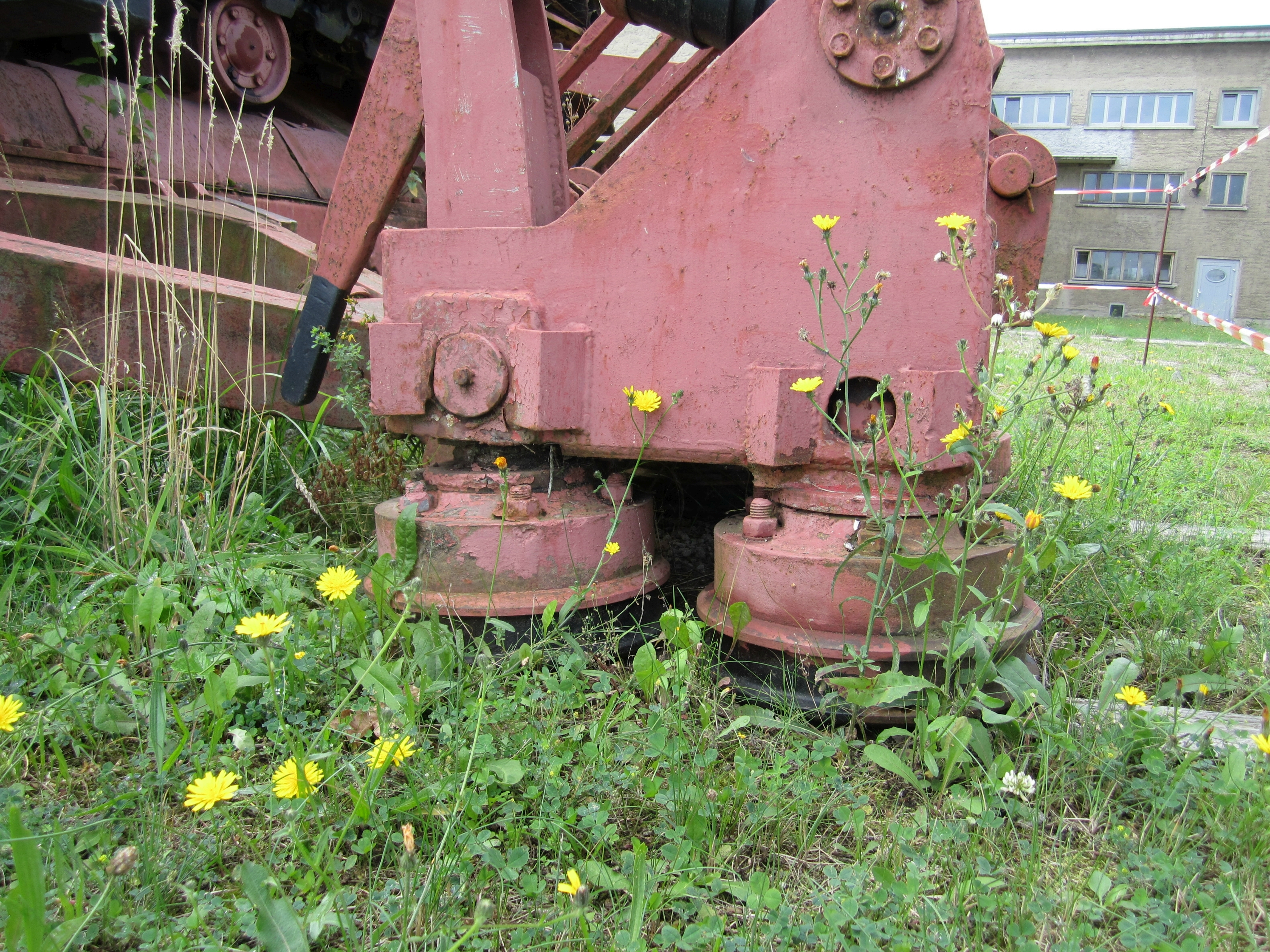
Detailansicht des Rückewerkzeugs einer baugleichen Maschine in Ferropolis
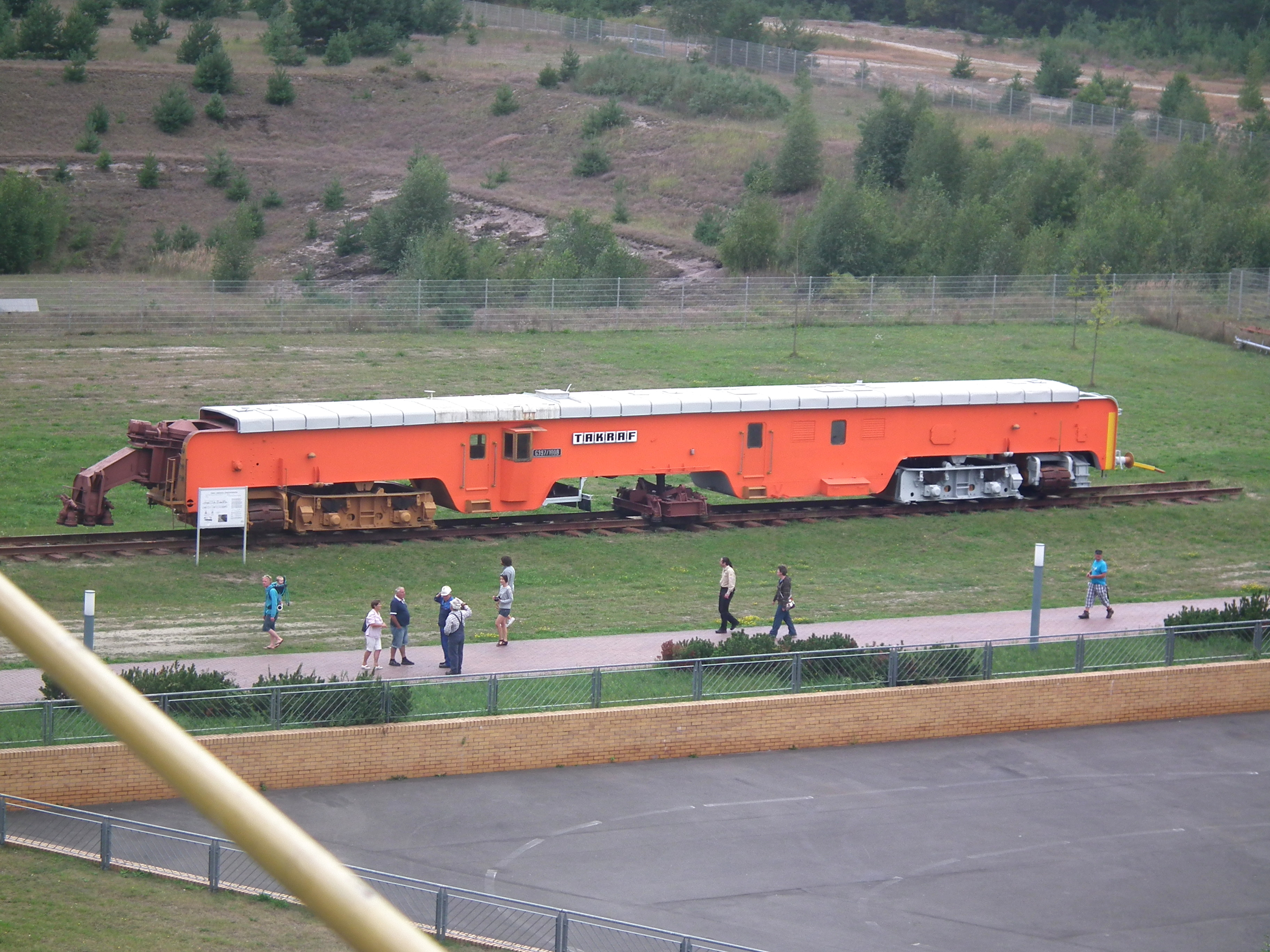
Dieselrückmaschine
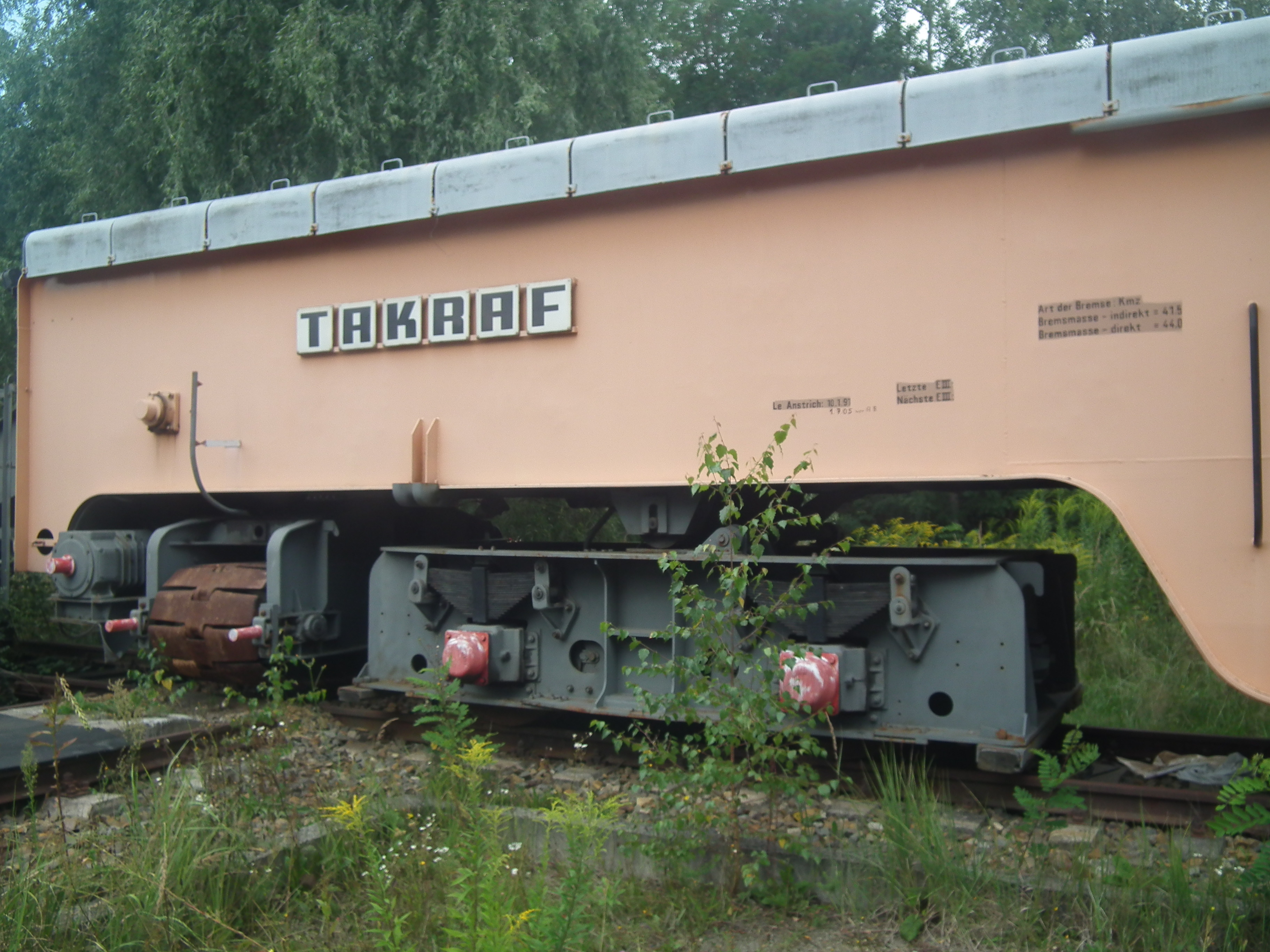
Dieselrückmaschine: Raupenfahrwerk zum Umsetzen der Maschine auf ein anderes Gleis